# الشريف بومعزة
الشريف بومعزة قائد المقاومة في وادي الشلف الجزائري هو محمد بن عبد الله المدعو بومعزة

## أصل التسمية
اختلفت الروايات حول أصل التسمية:
الرواية الأولى: كانت ماعز (معزة باللهجة الجزائرية) تشاركه العزلة وواجباته كناسك ووجود بعض الكرامات التي آمن بها القبائل وربطوا لغز وأصالة وجوده فأكسبه ذلك لقب أبو ماعز (بومعزة).:20
الرواية الثانية: وجه الشريف عدة ضربات للعدو وكان هذا على دراية وعلم من الأمير عبد القادر الذي كان يمده بالسلاح. علم العدو بما يفعله الشريف فلقبه ببومعزة (بالفرنسية: l'homme à la chêvre)‏ مُنَاصَفة لأوصافه.

## السيرة
ينتسب محمد بن عبد الله بن وداح إلى أولاد خويدم في حوض الشلف، شب في وسط ديني تحت كفالة امرأة متدينة يعتقد فيها الناس الصلاح والولاية ومال إلى حياة الزهد والتقشف وقد أثار بوحدته وتزهده الناس فاعتبروه شريفا وعمت شهرته كامل مناطق جبال الظهرة وحوض الشلف وجبال الونشريس.:20
بعد أن أمضى شبابه في السفر عبر إفريقيا من المغرب إلى تونس والرفع من حماسته الدينية من خلال التردد على الطُلبة والمرابطين الأكثر احترامًا، استقر بومعزة في الظهرة. مكث هناك لمدة عامين كاملين، يدرس موارد البلاد وعادات السكان، ويجهز نفسه للدور الذي كان عليه أن يلعبه في حياته التقشفية والغامضة. نسمعه يقول عن نفسه أنه في بداية عام 1845 ذهب إلى قسنطينة ليجد زعيم طائفة مولاي عبد القادر وأخبره بنواياه. فنصبه سلطانًا، أقيم حفل الفاتحة سراً. فُتح الكتاب المقدس وقُرئ بدعوة من المولاي الكبير عبد القادر، واستلم بومعزة ختم الطباع، وهو إشارة لأمره، وعاد إلى الظهرة.:20-21
في مارس 1845 قطع وادي عبدي واتجه إلى السواحلية فرع قبيلة أولاد يونس ونزل لدى الهادي حامد اليونسي فأقام له ضيفة وحفلة تعارف جمع لها وجهاء المنطقة،:21-22 فحدثهم خلالها بومعزة عن أهدافه كما ادعى ان رصاص الفرنسيين لا يؤثر فيه وانه سيهاجم مدينة الأصنام وكل المزارع التي يمتلكها الأوربيون المحتلون، فزوده السكان بالأموال والأسلحة والذخائر والبغال والأحمرة وصنعوا لها علما للجهاد من الحرير فعين الكتاب وجباة الأموال والشواش والجنود والفرسان والأغوات وخصص لأغوات العسكر مرتبا شهريا بمبلغ 10 دورو وعين كاتبا له يسمى سي الصادق.
في 8 مايو 1846 بلغ بومعزة أنّ العدو قد حجز العدو على كلِّ مُمتلكات الحاج أغرا المُساعد الأيمن للمقاومة وألقى القبض عليه.
في عام 1847 انسحب الشريف بومعزة من جبال الظهرة والونشريس إلى واحة أولاد جلال.
في 13 من أبريل 1847، ألقى العدو القبض على بومعزة رغم تخفيه وأُبعِدت عائلته على قبيلة أولاد رياح. تمكنّ بومعزة من الفرار من المعتقل ولكن ماهي إلاّ أيام حتى أُعيَد إلى المُعتقل وحُجز في «بريست» «ببوردهام» ولم يعد في إمكانه ترك المكان حتى آخرعمره. وفي رواية أخرى أنه حين ضعفت مقاومة الشريف بومعزة سلم نفسه إلى قايد أولاد يونس جهة الشلف، فقاده القايد إلى سانت أرنو ممثل سلطة الفرنسية (بيروأراب) هناك، وبدوره سلمه إلى بوجو الذي حمله إلى فرنسا حيث سجن عدة سنوات، حاول بومعزة الهروب من سجنه الفرنسي سنة 1848 بعد قيام الثورة الفرنسية، لكنه أُعيد إلى السجن ثم أطلق لويس نابليون سراحه في 1849 أثناء رئاسته للجمهورية، وتوجه بومعزة للمشرق، ودخل الجيش العثماني وحارب في حرب القرم مع المسلمين.[بحاجة لمصدر]